# Velička (Bečva)
Die Velička (deutsch Welicka) ist ein rechter Nebenfluss der Bečva in Tschechien.

## Geographie
Die Velička entspringt einen Kilometer nördlich der Wüstung Heřmánky am westlichen Fuße des Ziegenhalsberges (583 m) in den Oderbergen auf dem Truppenübungsplatz Libavá und wird an ihrem Oberlauf auch als Heřmánecký potok bezeichnet. Auf seinem Weg nach Südosten verlässt der Bach nach drei Kilometern das Militärgebiet, speist den Stauweiher Harta und fließt zwischen Potštát und Padesát Lánů hindurch. Unterhalb von Michalovka bildet die Velička ein tiefes bewaldetes Tal, in dem das Naturdenkmal Potštátské skalní město und die Reste der Burg Puchart liegen.
Am weiteren Lauf folgen Boňkov, Podlesný Mlýn und Lhota. Anschließend verlässt die Velička die Oderberge und fließt ins Flachland ein. Das Flüsschen wird zunächst von der Autobahn D 1 überbrückt und über Velká erreicht es Hranice, wo es die Innenstadt westlich umfließt. In Hranice mündet die Velička nach 17,5 Kilometern zusammen mit der Ludina in die Bečva. Ihr Einzugsgebiet beträgt 66,1 km².

## Zuflüsse
- Boškovský potok (r), unterhalb des Teiches Harta
- Kovářovský potok (l), Potštát
- Koutecký potok (l), an der Burgruine Puchart
- Bradelný potok (r), bei Boňkov
- Mraznice (l), oberhalb Velká